# 齐米斯基斯大街
齐米斯基斯大街（希臘語：Οδός Τσιμισκή, Odós Tsimiskí）是希腊第二大城市塞萨洛尼基的一条重要街道。它东起塞萨洛尼基国际贸易博览会会场区域的基督教青年会广场，西到Ionos Dragoumi 街路口。齐米斯基斯大街得名于拜占庭帝国皇帝约翰一世·齐米斯基斯，现今已经成为塞萨洛尼基市中心乃至全国最繁华的街道之一。齐米斯基斯大街最繁忙的地点，是与亚里士多德广场的交叉点。

## 历史
在巴尔干战争之前，这条街称为“第二平行路”，因为它是平行于海滨的第二条街道。1890年之前，这条街连接塞萨洛尼基的东西两端，从东城墙到西城墙。1913年，该市归属希腊以后，这条街以抵抗保加利亚著称的拜占庭帝国皇帝约翰一世·齐米斯基斯重新命名。选择此路名是希腊-保加利亚当时的紧张局势的结果。
1917年的塞萨洛尼基大火摧毁了塞萨洛尼基市中心的大部分， 法国建筑师Ernest Hebrard负责该市重建的总体规划。目前的齐米斯基斯大街建于1921年。

## 现状

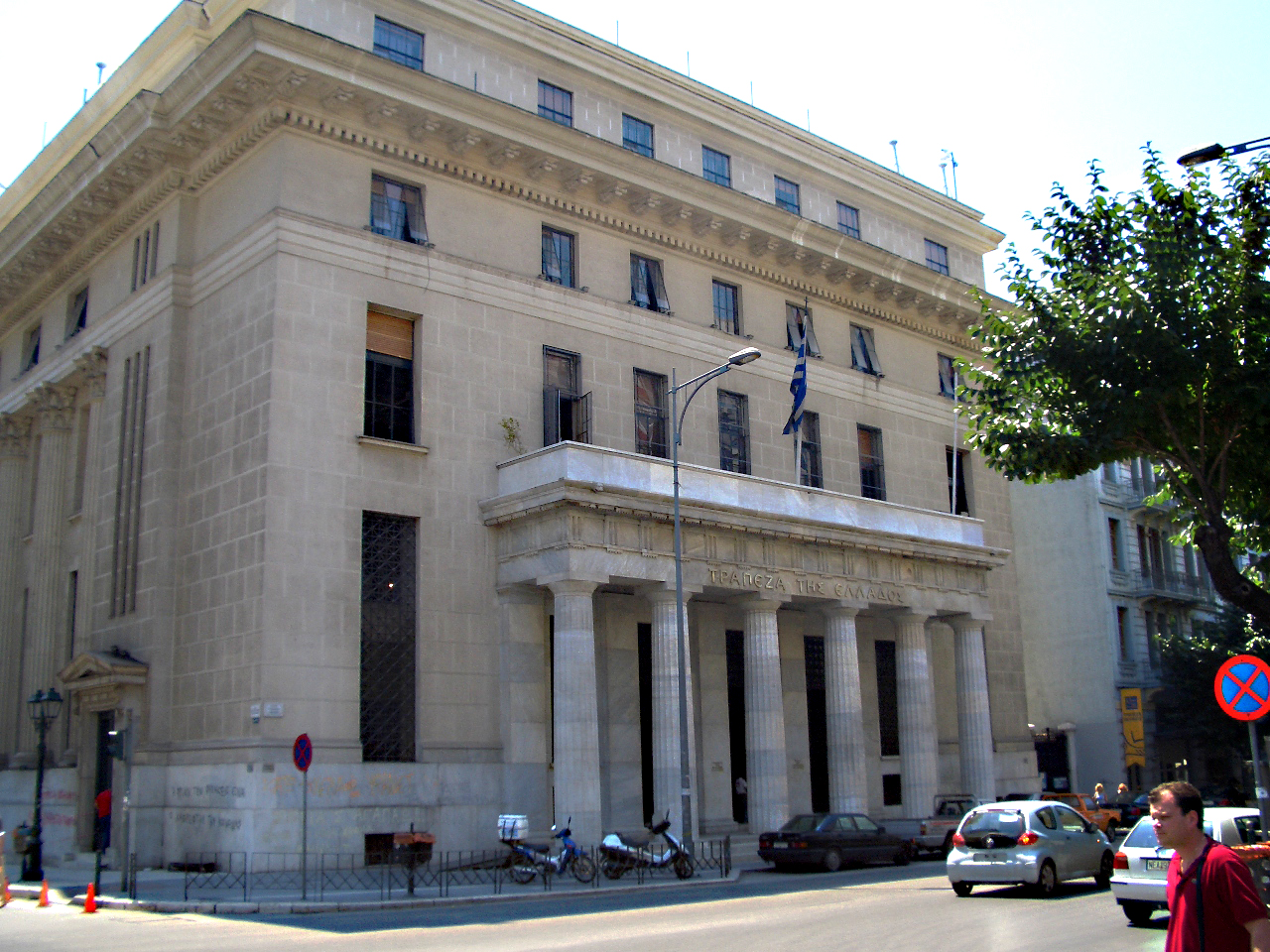
希腊银行

齐米斯基斯大街最突出的特点是数以百计的各种时尚商店，精品店，高端国际百货商场，包括塞萨洛尼基市中心最大商场Plateia Center Mall，美国驻塞萨洛尼基领事馆，以及马其顿共和国联络处。
沿齐米斯基斯大街有许多该市的主要办公机构，包括金融、广告、法律和工程事务所。大街西端是该市的金融区，包括希腊银行总部大楼，被视为该市最宏伟的建筑之一。包括比雷埃夫斯银行, 前马其顿和色雷斯的银行。塞萨洛尼基基督教青年会位于齐米斯基斯大街的东端，与Nikolaou Germanou 街路口。
齐米斯基斯大街设计为四车道，穿过塞萨洛尼基整个市中心。设计被证明是有效的，但近年来塞萨洛尼基的轿车数量上升，已变得拥挤。在建的塞萨洛尼基地铁将会减轻一些齐米斯基斯大街的拥堵。